# Katacephala arcuata
Katacephala arcuata är en insektsart som beskrevs av Crawford 1914. Katacephala arcuata ingår i släktet Katacephala och familjen rundbladloppor. Inga underarter finns listade i Catalogue of Life.